# Stian Thoresen
Stian Thoresen også kaldet Shagrath (født 18. november 1976 i Jessheim, Akershus) er en norsk sanger, der er forsanger i det symfoniske black metal-band Dimmu Borgir. 